# Edoardo Crespi
Edoardo Crespi Pozzi (Milano, 3 ottobre 1849 – 15 marzo 1910) è stato uno scacchista e mecenate italiano.

## Biografia
Nel 1880 fondò la Società Scacchistica Milanese, di cui fu il primo campione sociale e presidente dal 1883. Nel 1881 giunse 4º nel III torneo nazionale di Milano. In questo torneo sperimentò una variante della difesa francese divenuta poi nota come "attacco Fritz" (dalla partita Fritz-Mason, Norimberga 1883). Adottò questa variante anche nella partita Crespi-Moorer, Londra 1883. Polemizzò a lungo col teorico tedesco Oskar Cordel per il fatto che definì "attacco Fritz" la variante che invece fu lui a ideare due anni prima. 

Nel 1885 diventò campione della Lombardia vincendo il "Torneo della Patriottica".
Nel 1887 si recò in Germania, dove giocò e vinse a Francoforte una partita in consultazione Richter/Seeger/Rosen–Bauer/Barnes/Crespi.   (vedi la partita online su "Chessgames.com") 
Nel giugno 1888 si batté a Berlino con Theodor von Scheve, col risultato di +1 –4, risultato non trascurabile tenendo conto che giocava per la prima volta con l'orologio (che egli definì "un diabolico ordigno"). Giocò anche con Harmonist col risultato di +1 –2 =4. Nel 1889 vinse a Colonia contro Gutmayer e Hauptmann. Questi risultati gli valsero, da parte del quotidiano tedesco Vossische Zeitung, l'appellativo di "Italienische Schachmeister". Nel 1901 ottenne il 2º posto nel torneo di Venezia. 
Alla sua morte lasciò in testamento alla Biblioteca Braidense di Milano la sua vasta biblioteca scacchistica e una rendita alla Società Scacchistica Milanese per un torneo da tenersi ogni quattro anni.